# Gol Transportes Aéreos
Gol Linhas Aéreas Inteligentes S.A ("Gol Intelligent Airlines S.A." cũng có tên gọi là VRG Linhas Aéreas S/A) BM&F Bovespa: GOLL3, GOLL4 / NYSE: GOL là một hãng hàng không Brasil đong ở quảng trường Comandante Lineu Gomes, São Paulo, Brazil. Công ty này là công ty hàng không lớn thứ hai của Brazil tính theo thị phần và quy mô đội tàu bay, sau hãng TAM Airlines, một công ty con của LATAM Airlines. GOL cạnh tranh ở Brazil, Mỹ Latin, Chile và Colombia với Chile LATAM Airlines Group, Brazil Azul và Avianca Holdings Colombia SA. Hãng cũng sở hữu thương hiệu Varig, mặc tên dùng ngày nay để chỉ chính thức được gọi là "mới" Varig, thành lập năm 2006 và không phải là Varig "cũ", được thành lập vào năm 1927.
Theo Cơ quan Hàng không dân dụng quốc gia của Brazil (ANAC) giữa tháng 1 và tháng 12 năm 2012 Gol / Varig chiếm 32,91% thị phần của Brasil và 10,32% của thị trường hàng không quốc tế về hành khách bay trên một cây số đi đến Brasil. 